# Torres (Jaén)
Torres es un municipio español situado en la parte noroccidental de la comarca de Sierra Mágina, en la provincia de Jaén y comunidad autónoma de Andalucía. Limita con los municipios de Jimena, Albanchez de Mágina, Cambil, Pegalajar y Mancha Real. Tiene una población de 1343 habitantes (INE 2024).

## Toponimia
El topónimo Torres es de origen preárabe. Aparece por primera vez en la documentación escrita en 19 de mayo de 1231, dentro de un privilegio otorgado por Fernando III donde se delimitan los términos del concejo de Baeza, tras la reconquista: 

... et de Ferrumbral per Guadalquivir ad sursum usque ad Torres sicut dividit teminum cum Jahen et do vobis Torres cum suo temino; ...

Todo apunta a que se trate de un hidrónimo proveniente del curso de agua o río que discurre junto al pueblo, el río Torres, de gran importancia para el municipio desde siglos atrás por la posibilidad que ofrece para el establecimiento de huertas en sus fértiles márgenes y como suministro de agua potable, visible en las hasta nueve fuentes de agua a las que alimenta. Se formaría a partir de la raíz latina de la serie *tur/turr más la vocal -i- propia de muchos hidrónimos, en latín *turris o *turras. Posteriormente, la evolución fonética mozárabe así como la confusión por homonimia con el plural de la palabra torre producirían la transformación de Turras a Torres.

## Geografía
| Noroeste: Mancha Real             | Norte: Jimena           | Noreste: Jimena              |
| Oeste: Mancha Real                | Puntos cardinales       | Este: Albanchez de Mágina    |
| Suroeste: Mancha Real y Pegalajar | Sur: Pegalajar y Cambil | Sureste: Albanchez de Mágina |

El municipio se sitúa en la cara norte de Sierra Mágina y bordeado por los montes: Aznaitín, Monteagudo, Cárceles, Ponce y Almadén. De su paisaje sobresalen los parajes de Fuenmayor, Navaparís y, en primavera, la cascada del Zurreón, donde además puede contemplarse el valle teñido de blanco por los cerezos en flor.
Torres por su situación geográfica posee abundosos manantiales de agua ya que consta de un clima muy lluvioso. Estos manantiales dan lugar a grandes paisajes como los anteriormente citados.

## Economía
La economía de Torres se basa en la agricultura con el cultivo especializado de la aceituna y de la cereza, el turismo rural y la construcción.

### Evolución de la deuda viva municipal
El concepto de deuda viva contempla sólo las deudas con cajas y bancos relativas a créditos financieros, valores de renta fija y préstamos o créditos transferidos a terceros, excluyéndose, por tanto, la deuda comercial.
| Gráfica de evolución de la deuda viva del Ayuntamiento de Torres entre 2008 y 2022                                  |
| |
| Deuda viva del Ayuntamiento de Torres, en miles de euros, según datos del Ministerio de Hacienda y Función Pública. |

## Geografía humana

### Demografía
Cuenta con una población de 1343 habitantes (INE 2024).
| Gráfica de evolución demográfica de Torres entre 1842 y 2021                                                          |
| |
| Población de derecho según los censos de población del INE. Población de hecho según los censos de población del INE. |

## Organización político-administrativa

### Elecciones municipales
| Elecciones municipales desde 1979                     |      |      |      |      |      |      |      |      |      |      |      |      |
|                                                       | 1979 | 1983 | 1987 | 1991 | 1995 | 1999 | 2003 | 2007 | 2011 | 2015 | 2019 | 2023 |
| AP/PP                                                 | -    | 5    | 5    | 3    | 5    | 4    | 3    | 4    | 5    | 5    | 5    | 6    |
| PSOE                                                  | 5    | 5    | 5    | 5    | 4    | 5    | 6    | 5    | 4    | 4    | 4    | 3    |
| PCE/IU                                                | 1    | 1    | 1    | 0    | 0    | 0    | 0    | 0    | 0    | 0    | -    | -    |
| UCD                                                   | 5    | -    | -    | -    | -    | -    | -    | -    | -    | -    | -    | -    |
| IND                                                   | -    | -    | -    | 3    | -    | -    | -    | -    | -    | -    | -    | -    |
| En negrilla el partido más votado                     |      |      |      |      |      |      |      |      |      |      |      |      |
| Fuente:Datos de las elecciones municipales desde 1979 |      |      |      |      |      |      |      |      |      |      |      |      |

### Alcaldía
| Periodo   | Nombre                                                  | Partido                                            |
| --------- | ------------------------------------------------------- | -------------------------------------------------- |
| 1979-1983 | Antonio Martín Barrionuevo                              |                                                    |
| 1983-1987 | José Antonio Quiñones Ruano 1984: Valentín López Molina |                                                    |
| 1987-1991 | Valentín López Molina                                   |                                                    |
| 1991-1995 | Juan Rojas Saravia                                      |                                                    |
| 1995-1999 | Antonio Cobo Melgarejo                                  | Logo del PP desde 1993 hasta 2001                  |
| 1999-2003 | Manuel Molina Lozano                                    |                                                    |
| 2003-2007 | Manuel Molina Lozano                                    |                                                    |
| 2007-2011 | Manuel Molina Lozano 2008: Elvira Sanjuán Tello         |                                                    |
| 2011-2015 | Diego Montesinos Moya                                   | Logo del PP desde 2008 hasta 2015                  |
| 2015-2019 | Diego Montesinos Moya                                   | Logo del PP desde el 9 de julio de 2015 hasta 2019 |
| 2019-2023 | Roberto Moreno Jiménez                                  | Logo del PP desde 2019 hasta 2022                  |
| 2023-act. | Roberto Moreno Jiménez                                  |                                                    |

## Patrimonio
Entre su patrimonio arquitectónico destaca su iglesia del siglo XVI con sus majestuosos arcos (siglo XVII) y el Palacio de los Marqueses de Camarasa de la escuela del maestro Andrés de Vandelvira. Otros lugares de interés son la muralla del reloj y las casas cueva.

### Iglesia parroquial Santo Domingo de Guzmán
La iglesia, una caja rectangular cubierta a dos aguas, con su espadaña realizada a finales del siglo XVII por un tal Francisco Landeros, es de planta de salón con tres naves, la central más ancha, cubierta con bóvedas vaídas y las laterales con cañón que apoyan en arcos diafragma de medio punto; la nave de la izquierda tiene una capilla costeada en 1915 por Juana Higuera Herrera.
Merecen destacarse los arcosolios que flanquean el presbiterio (de medio punto sobre impostas con clave resaltada, enmarcados por pilastras y cornisa, y rematados por pináculos y un escudo con cueros recortados y yelmo de vistosos penachos barrocos) la pila bautismal, con leyenda en letra gótica y unas pinturas muy flojas en los muros centrales, en las que se lee (derecha) MARTIN LOPEZ 1943.
Las portadas abiertas a norte y sur son muy similares y sencillas: puertas con arco de medio punto sobre impostas coronadas por cornisa y frontón abierto en un caso y con entablamento en otro. Escaso valor artístico.

### Palacio de los Marqueses de Camarasa
El inmueble se encuentra ubicado en un extremo de la población, en la actual calle Prior Higueras. Su construcción data del siglo XVI, y las obras debieron concluir en 1565, según aparece en la inscripción del friso de la portada. El interior se organiza mediante dos plantas. Su distribución original se encuentra en la actualidad modificada en función del uso de las nuevas instalaciones ubicados en ella. 
La fachada principal, que se estructura en dos pisos, está compuesto por un paramento encolado en cuyas esquinas aparecen grandes sillares formando adarajas dentadas. En su centro destaca la portada, construida en buena labor de cantería y organizada mediante un vano de medio punto dovelado, en cuya clave resaltan relieves de acanto. A ambos lados del vano aparecen pilastras estriadas sobre pedestales, sobre ellos descansa un entablamento; en cuya cornisa aparece una inscripción alusiva a la fecha de la construcción del inmueble. El conjunto se remata con florones en los extremos encontrándose entre ellos un interesante escudo. Corona la portada una moldura concebida a modo de cornisa. 
Una hilera de ladrillos marca la separación de los dos pisos de la fachada. En la planta baja, y a ambos lados de la portada se encuentran vanos rectangulares de diferente tamaño y desigual altura. El piso superior presenta cuatro ventanas, dos a cada lado de la portada, rectangulares y localizadas simétricamente. La fachada queda rematada por un alero, que en su ángulo derecho muestra una cabeza de angelote.
La casa así como el término de Torres, pertenecían a los herederos de don Francisco de los Cobos, quienes la edificaron para utilizarla como almacén y depósito de los bienes en especie, rentas y beneficios que estos señores recibían del pueblo.

## Cultura
Cada verano, desde 2008, se viene celebrando en Torres el festival Imágina Funk que se ha convertido en un evento de referencia en la música Funk en Europa. Por sus escenarios han pasado bandas como Fred Wesley and the New Jbs, Nick Pride and the Pimptones, Noumoucounda Cissoko , Calibro 35, Juan Rozoff, The Apples o The New Mastersounds. Desde el año 2023 el organizador del festival decide trasladarlo a la también localidad jienense de Quesada

### Fiestas de Nuestro Padre Jesús de la Columna
Si hacemos caso a la tradición, el culto a Jesús de la Columna, nace cuando dos forasteros llegaron al municipio y se alojaron en una vieja casa deshabitada. Los vecinos, transcurridos varios días sin ver a los visitantes, entraron en la vivienda y encontraron la talla de un Cristo flagelándose al que trasladaron a la iglesia parroquial para su culto. En su honor, se celebran fiestas patronales en torno al 21 de septiembre que destacan por las animadas verbenas nocturnas.

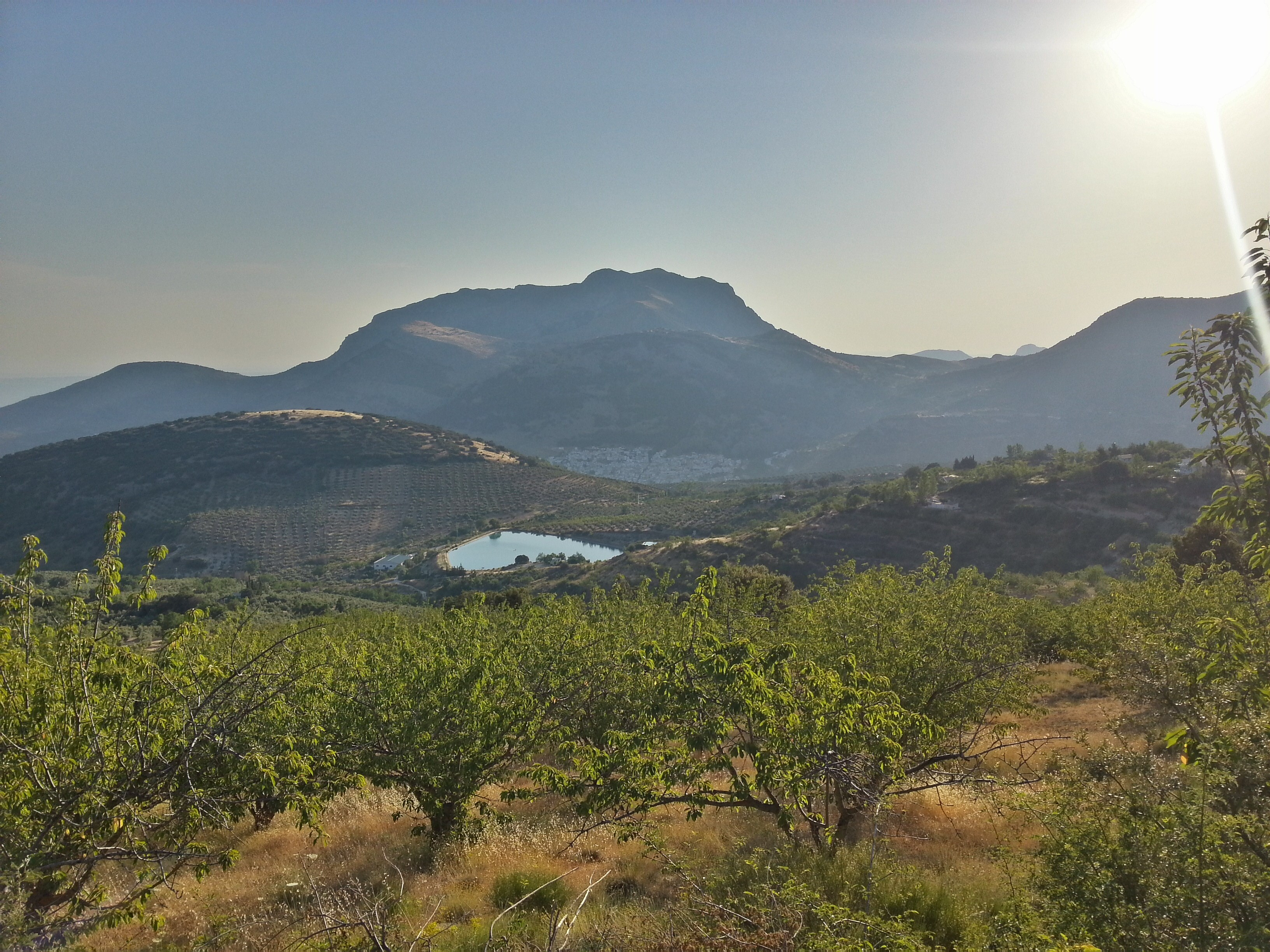
Campos de cerezos. Torres al fondo

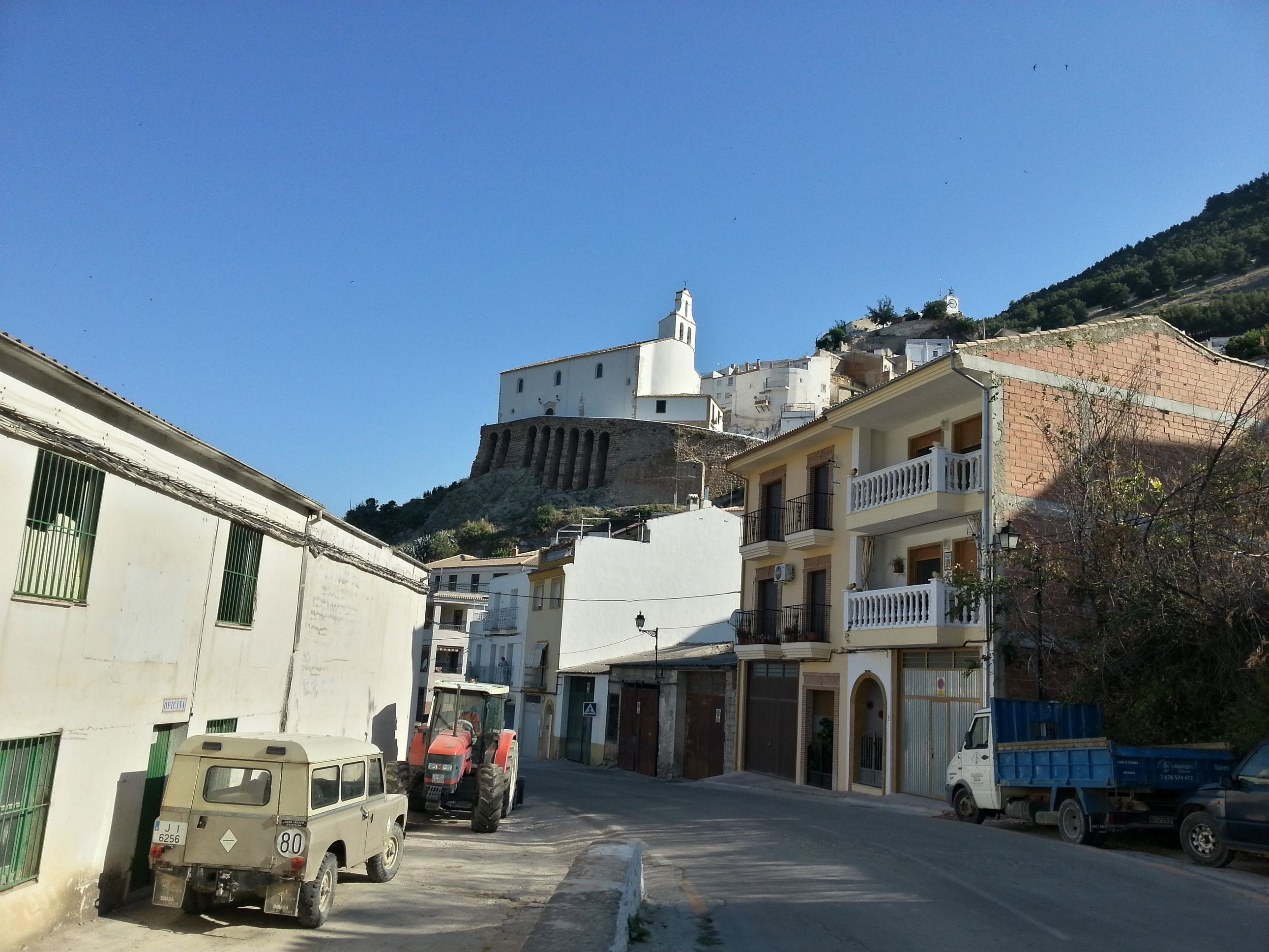
Iglesia y reloj de Torres

### Fiestas de los jornaleros
El domingo más cercano al 20 de mayo, los Hermanos del Señor (cuatro vecinos de la localidad que durante el año recaudan fondos para sufragar el festejo) organizan la Fiesta de los Jornaleros que destaca por la procesión de la imagen del Cristo Crucificado ornado con espigas y panes morenos que rememora las colectas que en otros tiempos se hacían para ayudar a los labradores.

### San Marcos
El 25 de abril se celebra la festividad del santo con una comida campera en la que destaca el producto gastronómico hornazo de San Marcos.

### Gastronomía
Algunos platos de su gastronomía son los productos derivados de la matanza del cerdo como el chorizo, la morcilla de cebolla, longaniza y butifarra. Algunos de los platos más representativos son: Talarines, papas al ajillo, gachas colorás, carnerete, migas, pipirrana, guiso en miguilla, así como su excelente repostería y licores: roscos de vino, ajuelas, papaviejos, roscos de blanquete, alfajores, hornazos, ochíos, guindas en aguardiente, vinos de nueces, rosoli, risol y exquisitos ponches.